# Stefan Raaff
Stefan Raaff (* 12. September 1967 in Köln; † 10. Dezember 2012 in Frechen) war ein deutscher Berufsboxer im Cruisergewicht.

## Karriere
Am 23. September 2006 gewann Raaff sein Profidebüt durch technischen KO in der dritten Runde. Doch schon im nächsten Kampf musste er seine erste Niederlage hinnehmen. Alexander Frenkel schlug ihn in der dritten Runde zu Boden und besiegte ihn nach Punkten. Im nächsten Kampf schlug er dann aber den belgischen Favoriten Dries Kumpen in der vierten Runde technisch KO. Kumpen hatte vorher 14 seiner 15 Kämpfe gewonnen und galt als guter belgischer Boxer.
Am 25. August 2007 durfte Raaff in seinem 5. Kampf um den „Global Boxing Council Intercontinental“-Titel boxen und gewann durch seinen Erfolg seinen ersten Titel. Zum ersten Mal musste Stefan Raaff über 12 Runden gehen. Vier Monate später gewann er dann den „Global Boxing Council“-Weltmeistergürtel im Cruisergewicht. Er besiegte den Deutschen Rene Huebner klar nach Punkten.
Im Februar 2008 boxte er gegen einen Aufbaugegner nur Unentschieden. Sein Kontrahent hatte zuvor in seinen 10 Kämpfen keinen einzigen Sieg errungen. In einem Nicht-Titelkampf verlor Raaff am 7. Juni 2008 gegen den Kubaner Yoan Pablo Hernández. In der zweiten Runde musste Raaff zu Boden. Zur dritten Runde trat er dann nicht an und die Niederlage wurde als KO-Niederlage gewertet. Am 16. Oktober 2008 verlor Raaff gegen Luboš Šuda durch KO in der dritten Runde und beendete damit seine Karriere. Einen Comebackversuch am 25. Juni 2011 gegen Jonathan Pasi verlor er nach Punkten.
Abseits des Boxens spielte er in diversen Fernsehproduktionen, darunter der Pseudo-Doku Mitten im Leben, mit.
Raaff wurde am 10. Dezember 2012 von Nasser A. im Frechener Stadtteil Königsdorf erschossen.